# یوربارکاس
یوربارکاس (به لاتین: Jurbarkas) در لیتوانی با جمعیت ۱۳٬۷۹۷ نفر است که در شهرستان تاوراگه واقع شده‌است.